# Лонгмедоу (Массачусетс)
Лонгмедоу (англ. Longmeadow) — місто (англ. town) в США, в окрузі Гемпден штату Массачусетс. Населення — 15 853 особи (2020).

## Демографія
Згідно з переписом 2010 року, у місті мешкали 15 784 особи в 5741 домогосподарстві у складі 4409 родин. Було 5948 помешкань
Расовий склад населення:
| - 92,4 % — білих - 4,7 % — азіатів - 1,1 % — чорних або афроамериканців |

До двох чи більше рас належало 1,3 %. Частка іспаномовних становила 2,3 % від усіх жителів.
За віковим діапазоном населення розподілялося таким чином: 25,4 % — особи молодші 18 років, 55,7 % — особи у віці 18—64 років, 18,9 % — особи у віці 65 років та старші. Медіана віку мешканця становила 45,4 року. На 100 осіб жіночої статі у місті припадало 87,9 чоловіків;  на 100 жінок у віці від 18 років та старших — 82,1 чоловіків також старших 18 років.
Середній дохід на одне домашнє господарство  становив 152 296 доларів США (медіана — 112 831), а середній дохід на одну сім'ю — 174 126 доларів (медіана — 126 681). Медіана доходів становила 94 135 доларів для чоловіків та 64 154 долари для жінок. За межею бідності перебувало 3,6 % осіб, у тому числі 4,7 % дітей у віці до 18 років та 5,9 % осіб у віці 65 років та старших.
Цивільне працевлаштоване населення становило 7512 осіб. Основні галузі зайнятості: освіта, охорона здоров'я та соціальна допомога — 34,0 %, фінанси, страхування та нерухомість — 12,9 %, науковці, спеціалісти, менеджери — 11,6 %.